# Botkyrkahallen

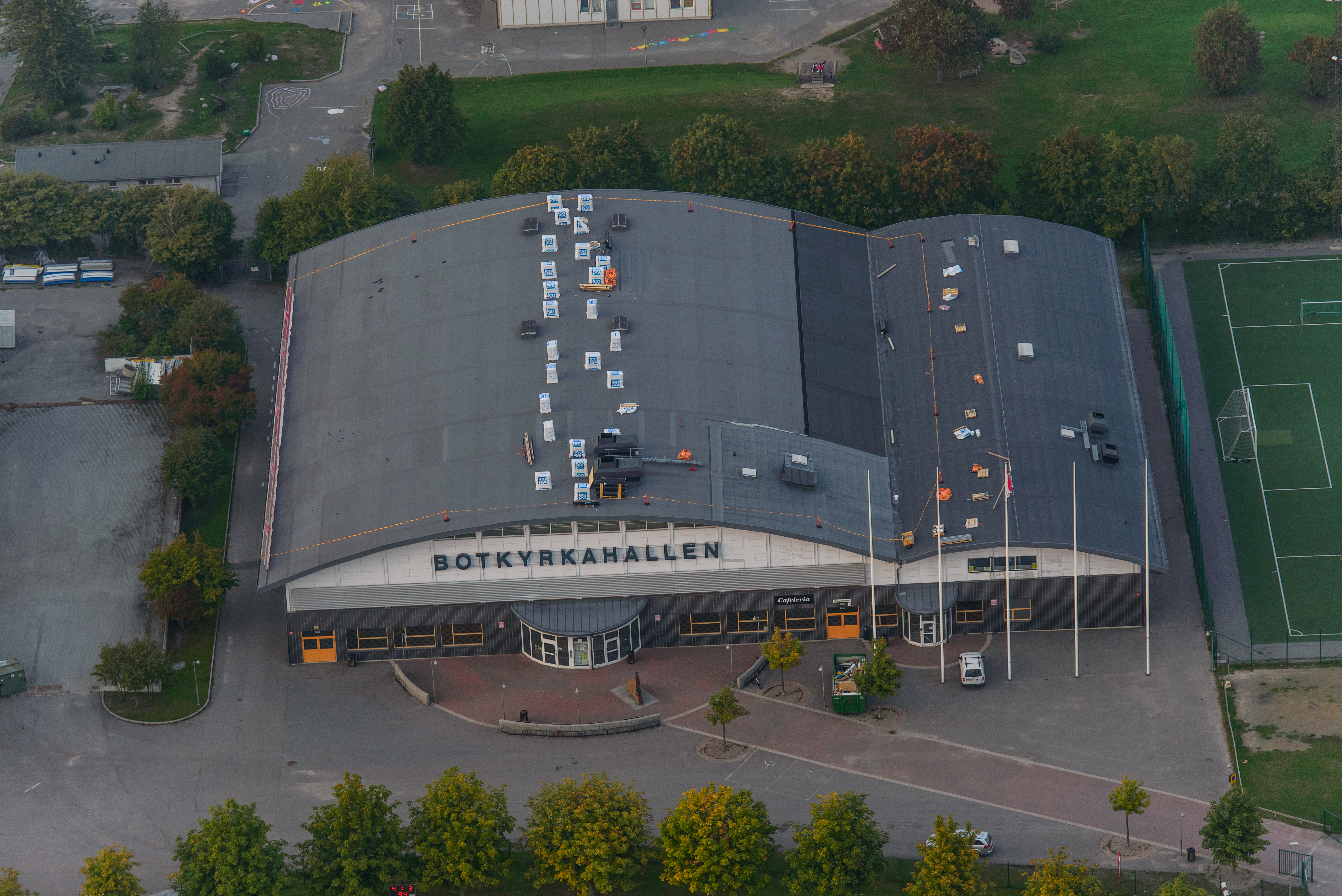
Botkyrkahallen i september 2014.

Botkyrkahallen är en sporthall i förorten Hallunda i Botkyrka kommun, cirka två mil sydväst om centrala Stockholm. Här spelar Balrog IK:s herrlag. Hallen tar omkring 1 500 åskådare.
I angränsande utrymmen utövas bland annat bordtennis, kraftsport och gymnastik. Bredvid hallen ligger Brunna IP.
Hallen invigdes sommaren 2000 av Sveriges konung Carl XVI Gustaf.
Sedan invigningen har den även använts som idrottshall för den närliggande Brunnaskolan vars idrottshall brann ned år 1996.